# Yaginumaella helvetorum
Yaginumaella helvetorum là một loài nhện trong họ Salticidae. Loài này được phát hiện ở Bhutan.